# بي بي شيروان
بي بي شيروان (بالفارسية: بی‌بی‌شیروان) هي قرية تقع في غلستان في إيران. يقدر عدد سكانها بـ 3,247 نسمة .